# 看護師養成課程を持つ日本の短期大学一覧
看護師養成課程を持つ日本の短期大学一覧（かんごしようせいかていをもつにほんのたんきだいがくいちらん）では、看護師養成課程を有する日本の短期大学の一覧を示す。
大学の名称の後の年度は看護師養成課程の開設年度を示す。

## 公立短期大学
- 川崎市立看護短期大学（1995年度〜）

## 私立短期大学
- 帯広大谷短期大学（2023年度～）
- 仙台赤門短期大学（2018年度～）
- 仙台青葉学院短期大学（2009年度～）
- 埼玉医科大学短期大学（1976年度～（前身の埼玉医科大学附属看護専門学校から））
- 神奈川歯科大学短期大学部（2007年度〜）
- 富山福祉短期大学（2008年度～）
- 飯田短期大学（1996年度～）
- 平成医療短期大学（2009年度～）
- 藍野大学短期大学部（1985年度～）
- 大和大学白鳳短期大学部（2005年度～）
- 川崎医療短期大学（1973年度～）
- 高知学園短期大学（2008年度～）